# 多斯佩高地
62°35′50″S 61°08′25″W / 62.59722°S 61.14028°W

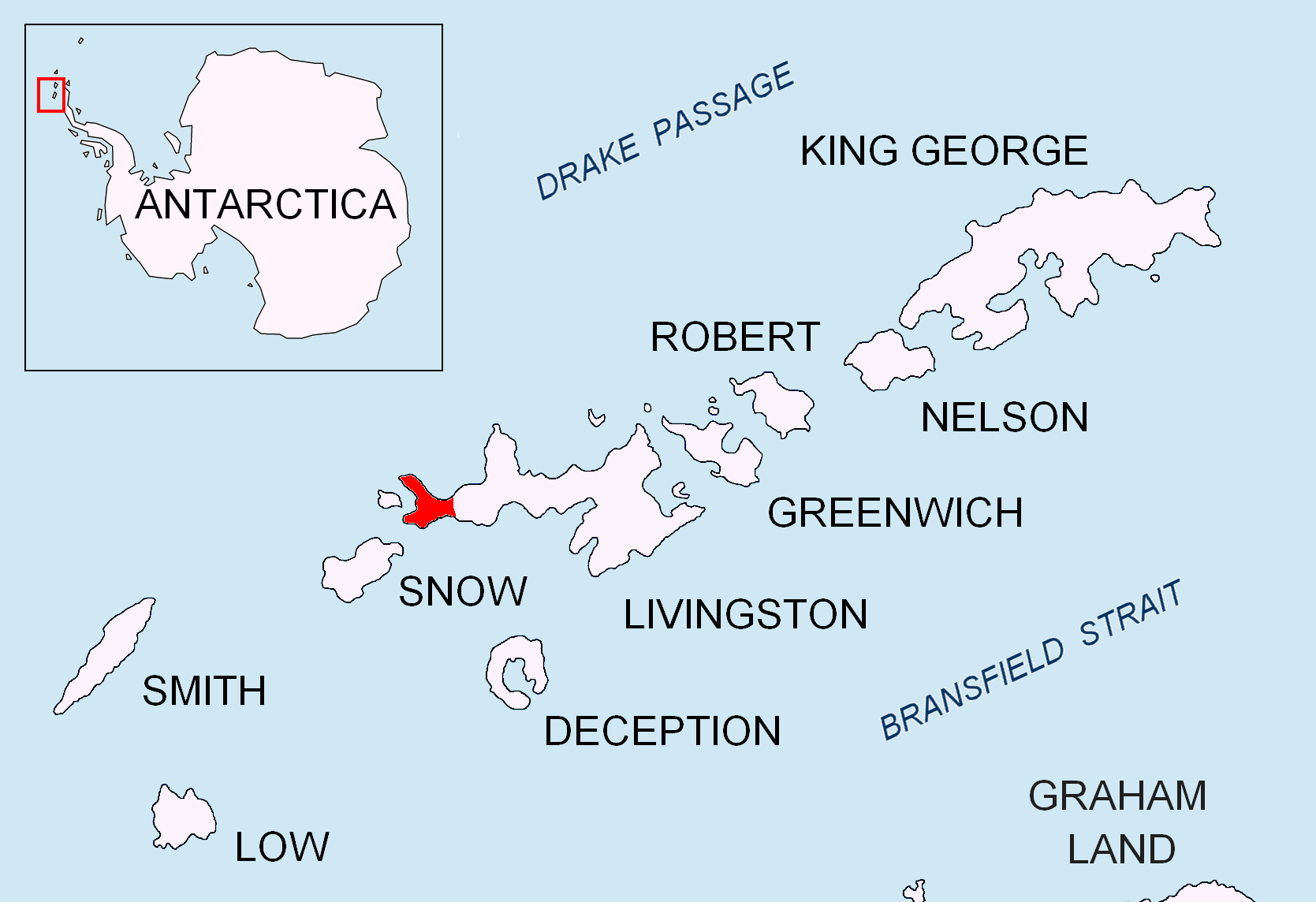

多斯佩高地是南極洲的高地，位於南設得蘭群島中利文斯頓島的拜爾斯半島西北部，長6公里、寬2.6公里，從埃塞克斯角延伸至斯塔爾特山，最高點是海拔高度265米的斯塔爾特山。

## 外部連結
- Dospey Heights. （页面存档备份，存于） SCAR Composite Gazetteer of Antarctica.